# Орландо (Оклахома)
Орландо (англ. Orlando) — місто (англ. town) в США, в округах Логан і Пейн штату Оклахома. Населення — 130 осіб (2020).

## Географія
Орландо розташоване за координатами 36°8′54″ пн. ш. 97°22′29″ зх. д. / 36.14833° пн. ш. 97.37472° зх. д. (36.148356, -97.374844).  За даними Бюро перепису населення США в 2010 році місто мало площу 1,01 км², уся площа — суходіл.

## Демографія
Згідно з переписом 2010 року, у місті мешкало 148 осіб у 65 домогосподарствах у складі 43 родин. Густота населення становила 146 осіб/км².  Було 78 помешкань (77/км²).
Расовий склад населення:
| - 85,8 % — білих - 10,1 % — корінних американців |

До двох чи більше рас належало 4,1 %. Частка іспаномовних становила 1,4 % від усіх жителів.
За віковим діапазоном населення розподілялося таким чином: 22,3 % — особи молодші 18 років, 57,4 % — особи у віці 18—64 років, 20,3 % — особи у віці 65 років та старші. Медіана віку мешканця становила 31,8 року. На 100 осіб жіночої статі у місті припадало 102,7 чоловіків;  на 100 жінок у віці від 18 років та старших — 98,3 чоловіків також старших 18 років.
Середній дохід на одне домашнє господарство  становив 36 941 долар США (медіана — 31 250), а середній дохід на одну сім'ю — 41 970 доларів (медіана — 47 083). За межею бідності перебувало 17,6 % осіб, у тому числі 10,0 % дітей у віці до 18 років та 0,0 % осіб у віці 65 років та старших.
Цивільне працевлаштоване населення становило 57 осіб. Основні галузі зайнятості: сільське господарство, лісництво, риболовля — 24,6 %, науковці, спеціалісти, менеджери — 17,5 %, освіта, охорона здоров'я та соціальна допомога — 12,3 %, будівництво — 12,3 %.